# Peter Henrik Stierna
Peter Henrik Stierna, född 1735 i Stockholm, död okänt år, var en svensk porträttmålare och konstapel vid Ostindiska kompaniet.
Han var son till segelsömmaren Henrik Stierna och Elisabet Hellberg samt morbror till Isak Spornberg, Adolf Fredrik Spornberg och Jacob Spornberg. Det finns få bevarade och kända verk av Stierna förutom porträttet av kyrkoherde Andreas Osængius i Össeby-Garns kyrka. Det porträttet visar Stiernas oförmåga att nyansera prästdräktens och övriga textilier samt ansiktet som ger målningen en naiv och amatörmässig återgivning medan den målade bakgrunden med sin uttrycksfullhet överträffar många andra porträttörers arbeten.